# Józef Łyczak
Józef Mikołaj Łyczak (ur. 2 stycznia 1952 w Kalinowcu) – polski polityk, rolnik, samorządowiec, senator VI, IX i X kadencji.

## Życiorys
W 1975 ukończył studia na Wydziale Zootechnicznym Akademii Rolniczo-Technicznej w Olsztynie. Pracował w Państwowym Gospodarstwie Rolnym w Chodeczku (w tym jako kierownik zakładu rolnego), a od 1978 był zatrudniony w Przedsiębiorstwie Obrotu Zwierzętami Hodowlanymi we Włocławku na stanowisku zastępcy dyrektora handlowego. W 1991 zaczął prowadzić własne gospodarstwo rolne.
W latach 1998–2005 zasiadał w radzie powiatu aleksandrowskiego. W 2005 z listy Prawa i Sprawiedliwości uzyskał mandat senatorski w okręgu toruńskim. W wyborach parlamentarnych w 2007 bez powodzenia ubiegał się o reelekcję. W 2010 ponownie został radnym powiatu, mandat utrzymał również w 2014.
W 2011 ponownie był kandydatem PiS do Senatu. W 2015 wystartował po raz kolejny do izby wyższej polskiego parlamentu w okręgu nr 13. Uzyskał mandat senatora IX kadencji, otrzymując 40 106 głosów. W wyborach w 2019 z powodzeniem ubiegał się o senacką reelekcję (dostał 60 432 głosy). W 2023 nie został wybrany na kolejną kadencję. W 2024 uzyskał mandat radnego Sejmiku Województwa Kujawsko-Pomorskiego VII kadencji.